# Józef Paweł Natanson
Józef Paweł Natanson (ur. 3 stycznia 1909 w Krakowie, zm. 15 września 2003 w Rzymie) – malarz polski, syn Stefana Natansona, działacza Narodowej Demokracji.

## Życiorys
Dzieciństwo spędził w Szwajcarii, do Polski przybył z rodzicami w roku 1918. Studiował 1930-1934 na Akademii Sztuk Pięknych w Warszawie u prof. Mieczysława Kotarbińskiego. Po studiach wyjechał do Paryża, studiował w École du Louvre. W Paryżu spotkał stryja Tadeusza Natansona, współzałożyciela „La Revue blanche”. 
Podróżował po Włoszech, mieszkał w Taorminie. W roku 1938 odbyła się w Warszawie wystawa 30 jego obrazów, które następnie spłonęły we wrześniu 1939.
Po wybuchu II wojny światowej wstąpił do Wojska Polskiego we Francji, w szeregach Brygady Podhalańskiej walczył o Narwik. 
W roku 1945 zamieszkał w Londynie. Napisał dwie książki o wczesnochrześcijańskiej rzeźbie w kości słoniowej: Gothic Ivories (1951) i Early Christian Ivories (1953).
Od roku 1947 zaczął zajmować się scenografia filmową. 
W połowie lat pięćdziesiątych przeniósł się do Rzymu i rozpoczął współpracę z kinematografią włoską, w tym z Federico Fellinim. W latach 1993 i 1994 wystawiał obrazy w Warszawie, Krakowie, Gdańsku i Rzeszowie.
W roku 2001 Telewizja Polska wykonała film o życiu i twórczości Józefa Pawła Natansona.
Zmarł 15 września 2003 roku w Rzymie.